# Ongehoord Nederland
Ongehoord Nederland (ON of ON!) is een Nederlandse omroepvereniging. De omroep zegt een stem te willen geven aan mensen die zich niet vertegenwoordigd voelen in de gangbare politiek en media.
Initiatiefnemers waren de journalisten Arnold Karskens en Joost Niemöller, acteur en schrijver Haye van der Heyden en oud-VVD-Tweede Kamerlid Ybeltje Berckmoes-Duindam. ON maakt sinds 2022 onderdeel uit van het omroepbestel. Sinds 5 december 2024 is Peter Vlemmix algemeen directeur.

## Oprichting

### Initiatiefnemers
Vóór de erkenning zond ON al uit via internet, onder andere met het "Zwarte Pietenjournaal". Initiatiefnemers voor de publieke omroepzender waren de journalisten Arnold Karskens en Joost Niemöller, acteur en schrijver Haye van der Heyden en voormalig VVD-Kamerlid Ybeltje Berckmoes. Joost Niemöller stapte al na enkele maanden weer uit het project, maar werd in 2025 aangesteld als hoofdredacteur nadat Arnold Karksens was ontslagen.
Als aspirant-omroep had ON op de peildatum 31 december 2020 minimaal 50.000 betalende leden nodig om in aanmerking te komen voor toelating tot de NPO. Naar eigen zeggen hadden ze al na één dag 18.000 leden. Het initiatief werd door zowel Geert Wilders van de PVV als Thierry Baudet van FVD gesteund. Baudet en Wilders staan zelf sceptisch tegenover wat zij de "linkse publieke omroep" als onderdeel van de "mainstream media" noemen.

### Doelgroep
ON wil een stem geven aan de Nederlanders die zich in het publieke omroepbestel van de NPO niet vertegenwoordigd voelen over kwesties als de groeiende politieke macht van de Europese Unie, immigratie, klimaatverandering en behoud van traditionele Nederlandse cultuur, zoals Zwarte Piet.
In haar beleidsplan staat dat ON televisie, radio en podcasts wil maken voor „teleurgestelde nieuwsgierigen”, „traditionelen” en „onbereikbaren”, omschreven als „in zichzelf gekeerd”, „boos en vooral onverschillig”. Het beleidsplan vermeldt verder, dat ON positieve geluiden wil laten horen over ‘diepgewortelde gewoonten in onze samenleving’ omdat ‘cultuur de ziel van het volk is’. Daartoe behoren ook carnaval en gildefeesten. Het moet een onbevooroordeeld podium worden voor ‘vrije geesten en dwarsdenkers’. De omroep laat kritische geluiden naar de Europese Unie horen en noemt zich de "meest patriottische omroep van Nederland".
Volgens een peiling van Maurice de Hond van eind 2020, stemt driekwart van de ON-leden op FVD of PVV. Bijna twee derde van hen verdient bovenmodaal en bijna de helft is hoger opgeleid. Onder de gepeilde doelgroep vond De Hond dat de helft rechts-radicaal stemt en bijna de helft bovenmodaal verdient.

## Aanloop naar de erkenning

### Voorwaarden
Behalve minimaal 50.000 betalende leden moet een omroep een stroming (een bepaalde doelgroep) vertegenwoordigen en iets toevoegen aan het totale programma-aanbod van de NPO. De Raad voor Cultuur erkende de beoogde doelgroep van 'mensen die zich vervreemd voelen van de politiek en steeds minder vertrouwen hebben in de publieke voorzieningen', maar beoordeelde het aanbod via internet tot dusver als "onder de maat" en daarom toelating als een risico. Ook het Commissariaat voor de Media had zijn twijfels. De raad van bestuur van de NPO oordeelde dat er geen wettelijke grond was om de toelating te weigeren. Critici vreesden dat ON als een wolf in schaapskleren het bestel van binnenuit zou gaan opeten.
Iedere omroep moet zich houden aan de "Governance Code Publieke Omroep" en de journalistieke code van de NPO, die de integriteit en journalistieke kwaliteit moeten waarborgen. Margo Smit, sinds 1 januari 2017 ombudsman voor de publieke omroepen, zal klachten die bij haar binnen komen van kijkers toetsen aan de journalistieke code. Karskens diende in het verleden zelf als privépersoon zestien klachten in over de NOS, die door Margo Smit na onderzoek ongegrond werden verklaard. Karskens trok daarop haar onafhankelijkheid in twijfel en noemde haar "onderdeel van het systeem".

### Affaire met Haye van der Heyden
Al vrij spoedig na de oprichting, in december 2019, moest mede-initiatiefnemer Haye van der Heyden, ‘chef humor’ van de omroep, terugtreden na ophef over zijn uitspraak dat de onderwerpen pedofilie en Holocaustontkenners mogelijk een podium krijgen bij de omroep. Van der Heyden vond dat alle ongehoorden iets zouden mogen zeggen, dus ook mensen die de Holocaust ontkennen. Volgens voorzitter Karskens strookt dat niet met de standpunten van ON. Hij zei dat ze de PVV en het FVD vertegenwoordigd willen zien in de omroep, maar dat er grenzen rond bepaalde standpunten worden getrokken en dat ze een nette omroep zijn. Volgens de omroep "zijn er genoeg grappenmakers te vinden" om Van der Heyden te vervangen.

### Affaire met Taco Dankers
In november 2021 trad de voorzitter van de Raad van Toezicht, Taco Dankers af na beschuldigingen van antisemitisme. De aantijgingen waren niet op zijn werk voor ON gebaseerd, maar op diens betrokkenheid bij de organisatie Gefira, oorspronkelijk gelieerd aan de voormalige politieke partij Newropeans. De organisatie slaat in 2015 een uiterst rechtse koers in met bijbehorende publicaties.
Dankers ontkende de beschuldigingen en distantieerde zich nadrukkelijk van antisemitisme, racisme en discriminatie. Er werd nimmer aangifte tegen Dankers gedaan. Ook het Commissariaat voor de Media (CvdM) deed geen onderzoek naar de beschuldigingen.

### Complottheorieën en nepnieuws
Op voorhand waren er al de nodige bedenkingen over de kwaliteit van de omroep. In 2020 werden de nodige complottheorieën ter sprake gebracht in onder andere het ON-programma De Buitenplaats onder redactie van Ybeltje Berckmoes. Via de zich als spiritistisch medium presenterende Robbert van den Broeke werd in dit onlineprogramma bijvoorbeeld een vermeend interview met de geest van de in 2002 vermoorde Pim Fortuyn (inmiddels volgens dit medium in het hiernamaals werkzaam als "Intergalactisch ruimtepoliticus") uitgezonden.
Na het vertonen van deze video moest Berckmoes opstappen als secretaris van de omroep.
In een andere YouTube-video werd in 2020 in een uitzending van "Café ON!" en "Café Weltschmerz" zonder bewijs hydroxychloroquine aangeprezen als geneesmiddel tegen COVID-19. Het werd door YouTube verwijderd wegens desinformatie. Journalisten van Pointer concludeerden in april 2020 dat in een video van ON 28 onjuiste en onbewezen beweringen over het coronavirus COVID-19 werden gedaan. Politiek journalist Wouke van Scherrenburg sprak haar zorgen uit over de coronatheorieën en de Raad voor Cultuur veroordeelde het door ON diskwalificeren van de NOS als betrouwbare nieuwsvoorziening.

### Voorlopige erkenning als aspirant-omroep
In juli 2021 werd aangekondigd dat Ongehoord Nederland vanaf 2022 zendtijd kan krijgen op de Nederlandse publieke televisie en voorlopig erkend werd als aspirant-omroep. Minister Arie Slob volgde met dit besluit adviezen van de NPO, de Raad voor Cultuur en het Commissariaat voor de Media. Ongehoord Nederland dient wel een gedragscode te onderschrijven en ophouden de NOS structureel af te schilderen als "onbetrouwbaar". Deze omroep-erkenning loopt tot en met 2026. Aan ON is voor de concessieperiode 2022-2026 een jaarlijkse subsidie van 3,6 miljoen euro van de publieke omroepen toegekend.

## Uitzendingen als aspirant-omroep

### Kritiek op eerste uitzendingen
Op 5 januari 2022 werd de eerste aflevering van de wekelijkse podcast Ongehoord Nieuwscafé uitgezonden voor NPO Radio 1. Op 22 februari was de eerste tv-uitzending als publieke omroep. Media-experts stelden in dagblad Trouw op basis van de uitzendingen in de eerste drie weken, dat ON ongefundeerde feiten zonder enig weerwoord brengt en zich daarmee schuldig maakt aan het verspreiden van desinformatie, en dus niet voldoet aan de journalistieke code. Gasten in het programma brengen meningen en geruchten als vaststaande feiten zonder dat presentatoren hen daarop wijzen of doorvragen.
Zo wordt bijvoorbeeld gesuggereerd dat de oorlog in Oekraïne de schuld is van het Westen, de stikstofcrisis maar een fabeltje is en dat de wereld wordt bestuurd door een manipulerende hogere macht met een verborgen agenda. FVD-Kamerlid Pepijn van Houwelingen zei dat niet Rusland, maar de NAVO de werkelijke agressor is. Karskens beweerde dat president Joe Biden ‘een marionet is van bepaalde machten’. Thierry Baudet had het over "coronabedrog" en verkondigde complottheorieën over Oekraïne en een "transnationale elite" van de EU die de Westerse wereld zou besturen.
Volgens een factchecker in dagblad Trouw leek het alsof de vragen die de presentators stelden juist voorzetjes waren voor onzin in plaats van onderzoek naar de feiten. In een redactioneel commentaar schreef de krant dat de publieke omroep met ON het paard van Troje in huis had gehaald. Ze vergeleek ON met Fox News, dat alleen een select groepje gelijkgezinden uitnodigt en vervolgens ongehinderd feiten verdraait en ongefundeerde meningen verkondigt. Trouw vond dat ON belangrijke journalistieke codes tart en dat de Mediawet zou moeten worden aangescherpt.

#### Eerste klachten
Al na de eerste uitzendingen kwamen er klachten binnen bij de NPO en de Ombudsman van de NPO. Er werd geklaagd over racisme en discriminatie, onder andere naar aanleiding van een fragment waarin zomaar werd gesuggereerd dat twee vrouwen uit een asielzoekerscentrum hun fiets hadden gestolen. NPO-ombudsman Margo Smit onderzocht naar aanleiding hiervan of ON zich wel aan de journalistieke code van de omroepen heeft gehouden. Uit haar rapport van juni 2022 bleek volgens de NPO dat de nieuwe omroep de code "stelselmatig heeft geschonden". Voormalig hoofdredacteur van het NOS Journaal Hans Laroes noemde het optreden van omroep ON een "tragische grap". Er kwamen ook klachten binnen bij de publieke omroep zelf. 
Ongehoord Nederland diende op 2 maart 2022 op zijn beurt zelf een klacht in bij de raad van bestuur van de NPO tegen de ombudsman omdat deze onprofessioneel zou hebben gehandeld. Karskens verzocht bestuur en college de aanstelling van Smit niet te verlengen.

### Aanvraag tot intrekken van vergunning
Op 24 april 2023 werd bekend dat Ongehoord Nederland een derde sanctie krijgt opgelegd. Na deze sanctie mag de raad van bestuur van de NPO een verzoek doen aan het Ministerie van Onderwijs, Cultuur en Wetenschap om de voorlopige vergunning van de omroep in te trekken. Dat is uiteindelijk gebeurd, NPO heeft staatssecretaris Gunay Uslu op 24 april 2023 gevraagd om de licentie van Ongehoord Nederland in te trekken.
Op 19 september 2023 maakte ON via haar advocaat bekend een kort geding tegen de NPO in te zullen dienen vanwege de verzochte intrekking van de uitzendlicentie. Op 27 november 2023 meldde staatssecretaris Uslu in een voorgenomen besluit dat de voorlopige vergunning van Ongehoord Nederland niet wordt ingetrokken, omdat zij op dat moment te weinig juridische basis zag om zo'n verstrekkend besluit te nemen.

## Programma's

### Radio
Op 1 januari 2023 werd de eerste en voorlopig enige radiouitzending uitgezonden: Wat brengt 2023, gepresenteerd door Arnold Karskens en Peter Vlemmix op NPO Radio 1.

### Podcast
Sinds 5 januari 2022 wordt de wekelijkse podcast Ongehoord Nieuwscafé gemaakt voor NPO Radio 1, gepresenteerd door Yernaz Ramautarsing. Daarnaast is er een podcast-serie Ongehoorde Verhalen, gepresenteerd door Sid Lukkassen. In aanloop naar de Tweede Kamerverkiezingen 2023 kwam de podcast Ongehoord: De Verkiezingen met Peter Vlemmix. Met ingang van 24 juni 2025 maken Sietske Bergsma en Jan Bennink een ON!-podcast over actualiteiten onder de noemer Bergsma & Bennink.

### Opzet van het televisieprogramma Ongehoord Nieuws
Sinds 22 februari zendt ON! tv-programma's uit bij de NPO. Elke dinsdag- en donderdagmiddag wordt het tv-lunchprogramma Ongehoord Nieuws live vanuit Den Haag tussen 12.15 en 13.00 uur op NPO 1. Er worden nieuws en actualiteiten gebracht waarbij politici en commentatoren aanschuiven.
Presentator Ahmed Aarad zat het eerste seizoen steeds aan de linkerkant van presentatrice Arlette Adriani. Hij werd opgevolgd door Raisa Blommestijn. Van 5 september 2023 tot 30 januari 2024 presenteerden Blommestijn en Tom de Nooijer om en om en deed Adriani verslag vanuit het land.

### Dierenridders
Vanaf maandag 26 mei 2025 wordt de 6-delige serie Dierenridders uitgezonden met Dion Graus en Dave Heijnerman waarin zij op reportage gaan voor de strijd tegen dierenleed.

## Organisatie

### Bestuur
Op 2 augustus 2024 werd bestuursvoorzitter Karskens door de raad van toezicht op non-actief gezet na klachten over zijn functioneren. Volgens Karskens was er sprake van valse anonieme aantijgingen en werd er een coup gepleegd. Oud PVV-politicus Harm Beertema werd op 5 augustus 2024 aangesteld als interim-voorzitter van de raad van bestuur. De raad van toezicht besloot op 11 oktober 2024 om Karskens te ontslaan als bestuursvoorzitter en bestuurslid. Het ontslag was volgens de raad van toezicht gebaseerd op het 7 oktober dat jaar uitgebrachte rapport van Svision – Management Consultants Business, dat opgesteld werd naar aanleiding van de binnengekomen klachten over Karskens. Reinette Klever verliet medio 2024 het bestuur vanwege haar aanstelling als minister in het nieuw gevormde Kabinet-Schoof. Algemeen directeur is thans Peter Vlemmix en zakelijk directeur is Arjen Dikken.

### Raad van Toezicht
De statuten geven aan dat de omroep over twee leden in de raad van toezicht moet beschikken. Medeoprichter Joost Niemöller stapte enkele maanden na de oprichting uit de raad van toezicht. Hij werd opgevolgd door Rob Legeland. Taco Dankers stapte in 2021 op, zijn plaats werd ingenomen door ondernemer Gert Jan Mulder. In augustus 2024 voegde Bauke Geersing zich bij de raad. Mulder stapte in november van dat jaar op na een artikel in de Volkskrant over zijn twittergedrag. Legeland stapte enkele weken later ook op, eveneens om zijn twittergedrag achter een anoniem account. Sinds februari 2025 is Simone Kerseboom voorzitter.

### Presentatoren
Ongehoord Nieuwscafé (podcast);
Ongehoorde Verhalen (podcast);
Wat brengt 2023 (radio):
- Arnold Karskens
- Peter Vlemmix

Ongehoord Nieuws (tv):
- Ahmed Aarad (2022)
- Arlette Adriani (2022-heden)
- Raisa Blommestijn (2022-heden)[46]
- Tom de Nooijer (2023-heden)